# 에드워드 포리

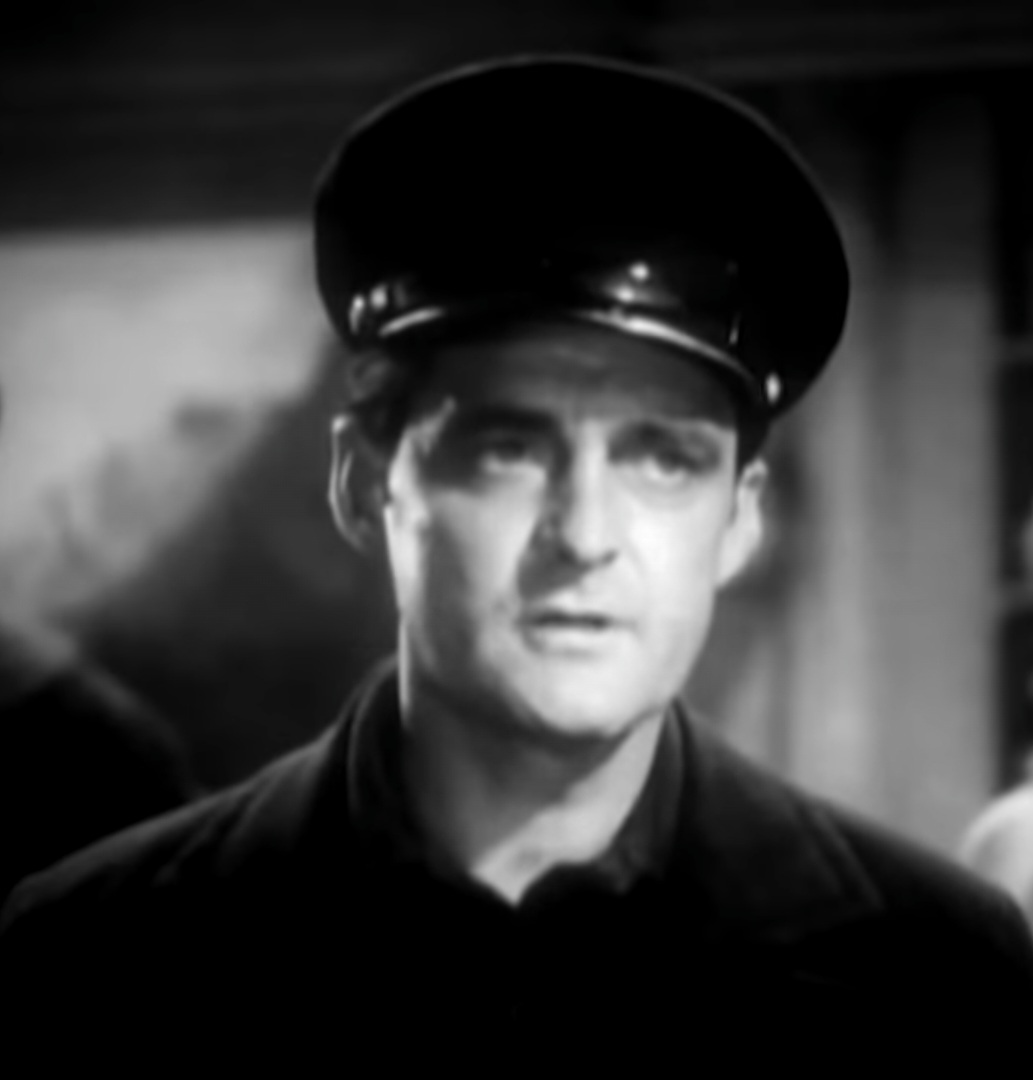

에드워드 포리(Edward Pawley, 1901년 3월 16일 ~ 1988년 1월 27일)는 미국의 배우, 연극 배우, 영화배우이다.
캔자스시티에서 태어났으며 샬러츠빌에서 사망하였다.

## 영화
- 트루 투 더 아미 (1942년)
- 홀드 댓 고스트 (1941년)
- 캐슬 온 더 허드슨 (1940년)
- 레이디스 프럼 켄터키 (1939년)
- 화이트 배너스 (1938년)
- 더럽혀진 얼굴의 천사 (1938년)
- 미시시피 (1935년)